# Nottingham Open 2004
Il Nottingham Open 2004 è stato un torneo di tennis giocato sull'erba. È stata la 18ª edizione del Nottingham Open, e fa parte della categoria International Series nell'ambito dell'ATP Tour 2004.
Si è giocato al Nottingham Tennis Centre di Nottingham in Inghilterra, dal 14 al 20 giugno 2004.

## Campioni

### Singolare
Paradorn Srichaphan ha battuto in finale  Thomas Johansson con il punteggio di 1–6, 7–6(4), 6–4

### Doppio
Paul Hanley /  Todd Woodbridge hanno battuto in finale  Rick Leach /  Brian MacPhie con il punteggio di 6–4, 6–3